# 24-Stunden-Rennen von Le Mans 1972

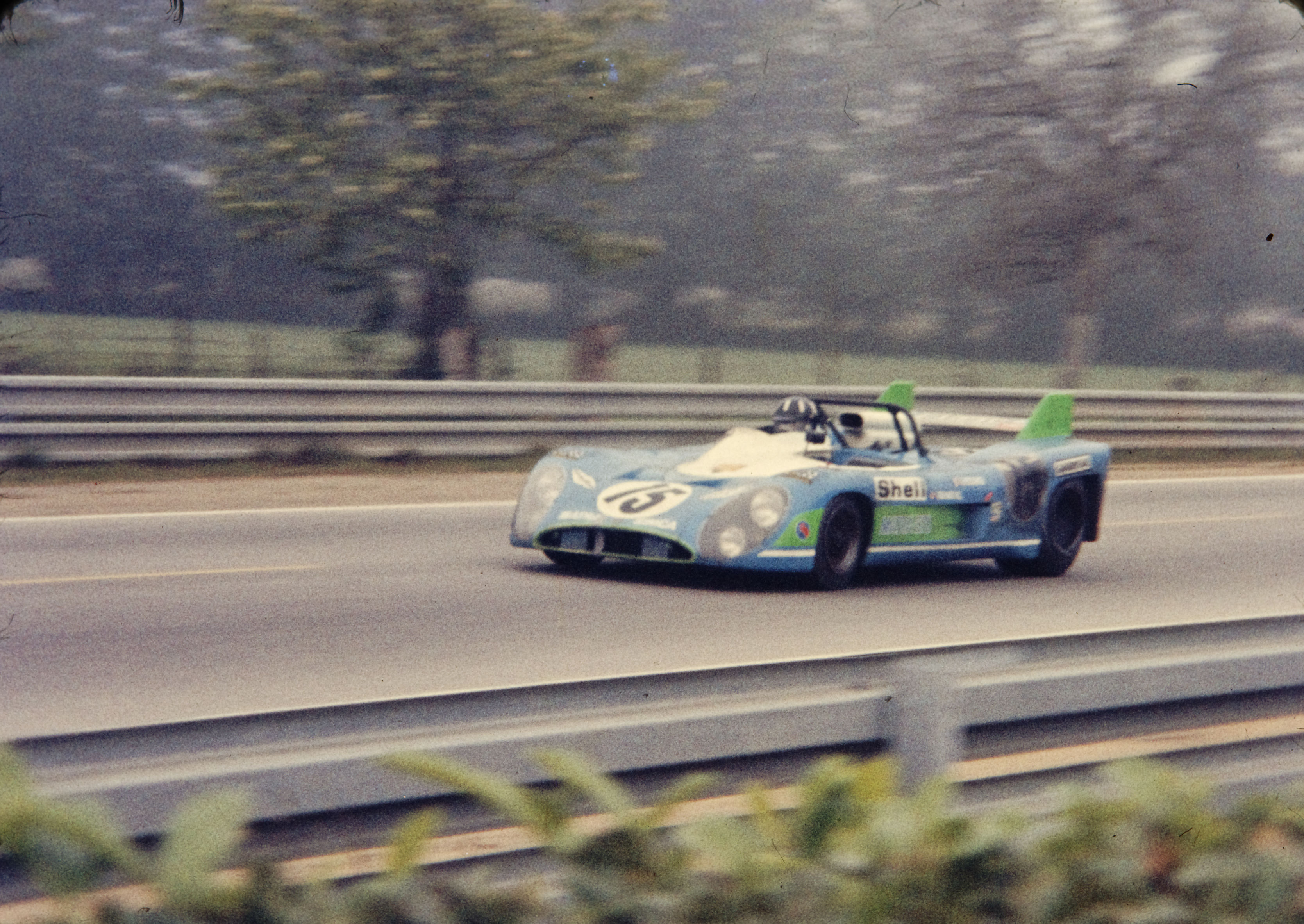
Matra MS670 mit der Startnummer 15. Der Siegerwagen von Henri Pescarolo und Graham Hill (am Steuer)

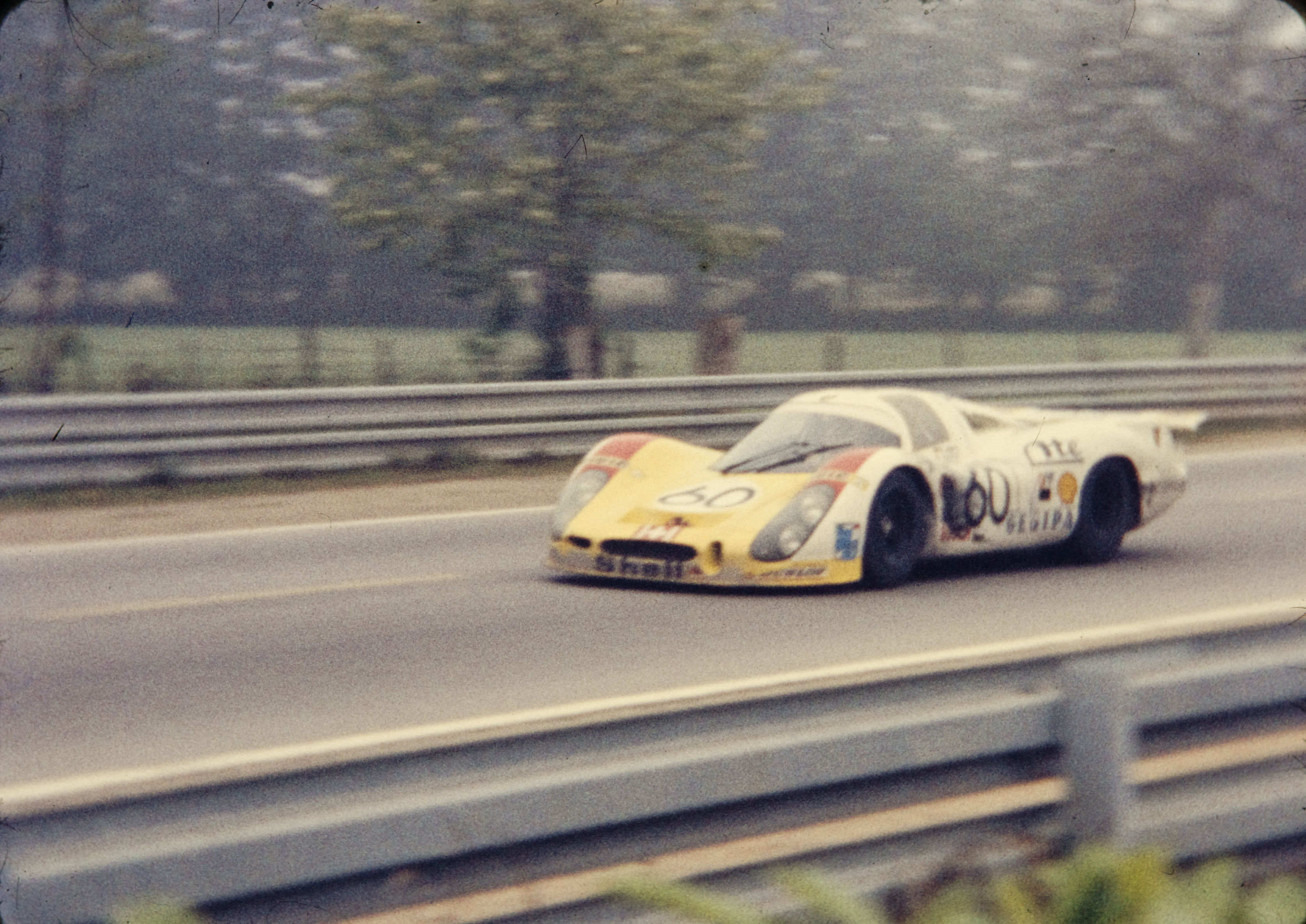
Der Porsche 908 Langheck mit der Startnummer 60. Reinhold Joest, Michel Weber und Mario Casoni fuhren den Wagen an die dritte Stelle der Gesamtwertung

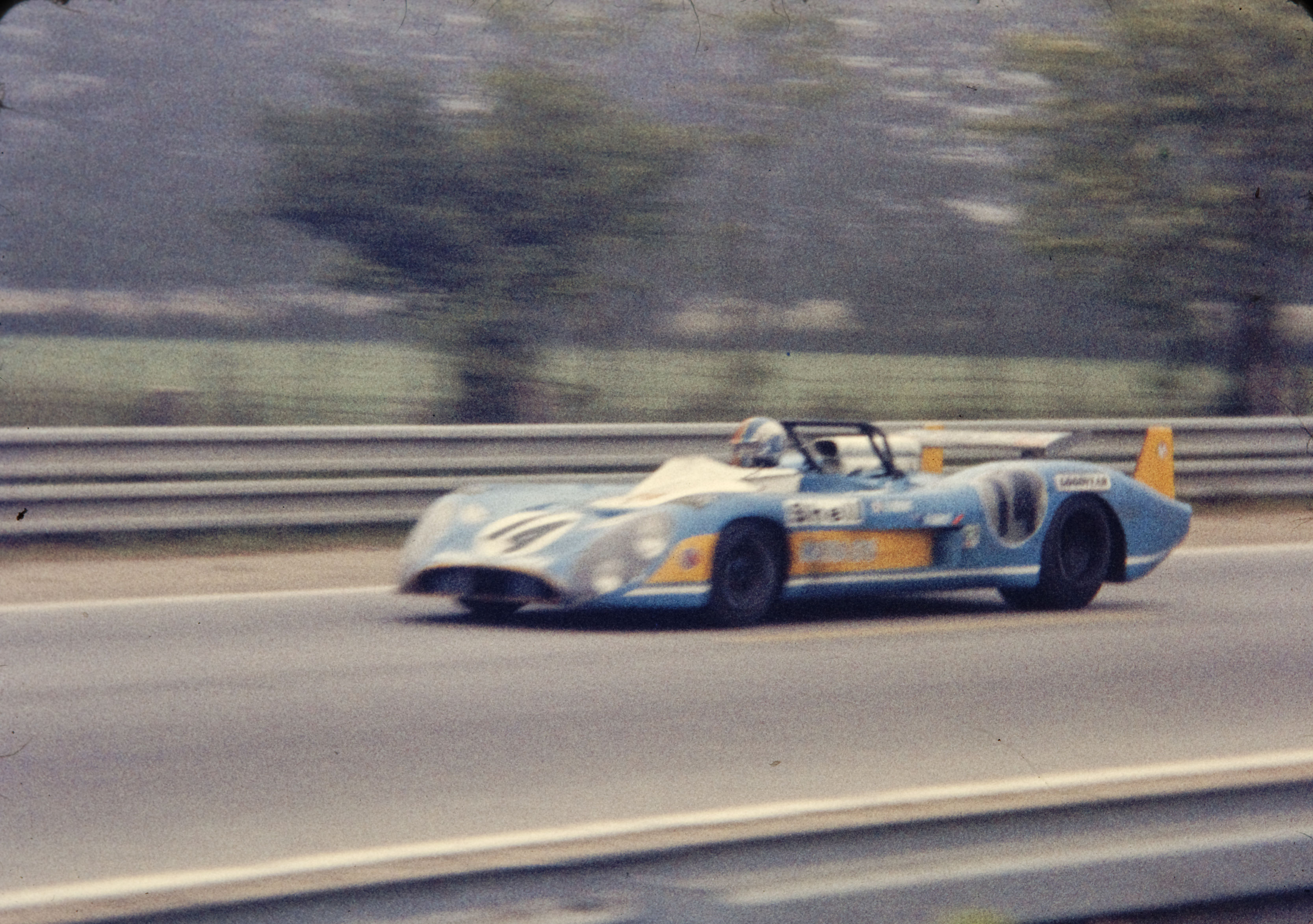
François Cevert im zweitplatzierten Matra MS670

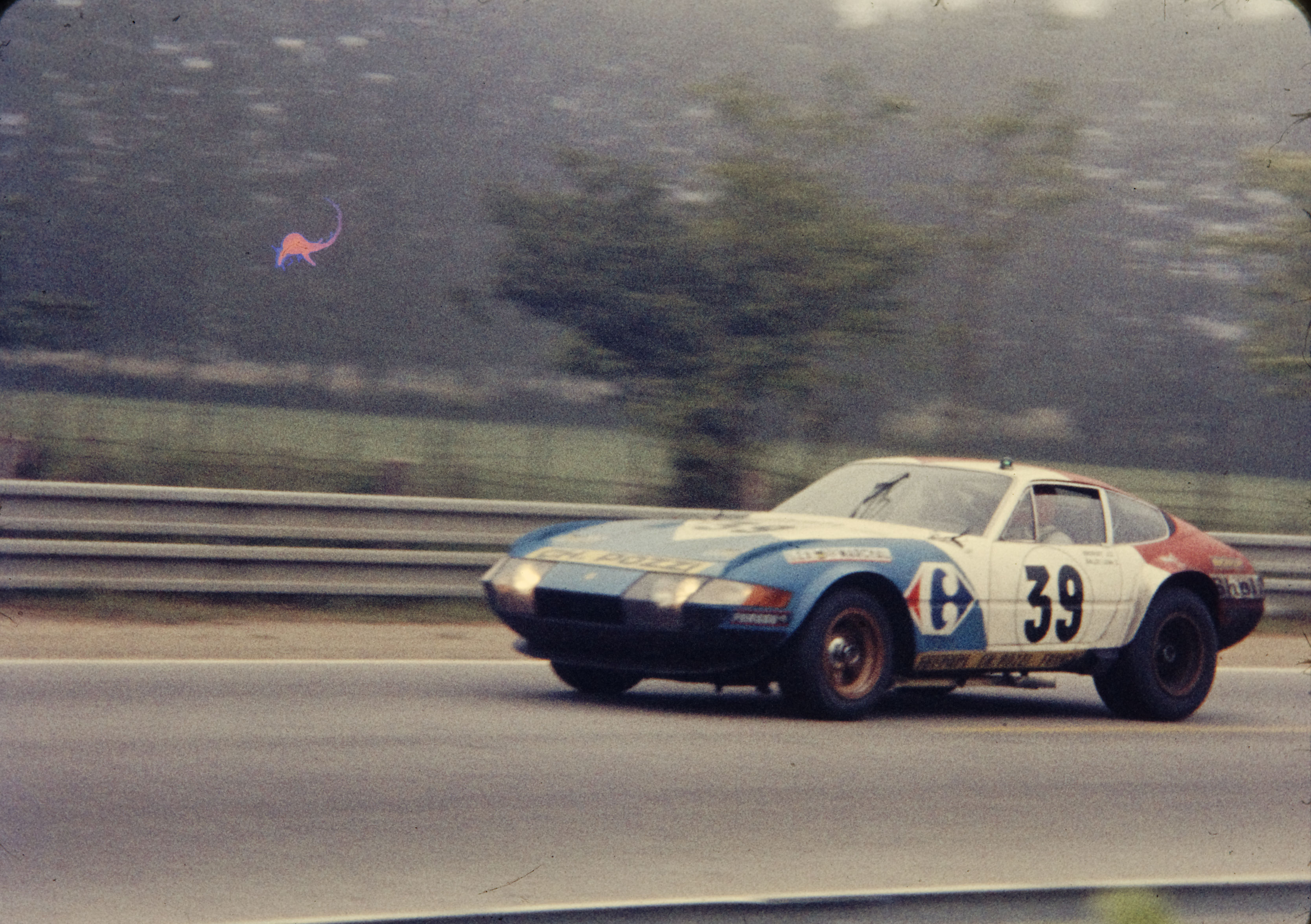
Der schnellste GT-Wagen. Jean-Claude Andruet und Claude Ballot-Léna fuhren den Ferrari 365 GTB/4 an die fünfte Stelle der Gesamtwertung und zum Klassensieg

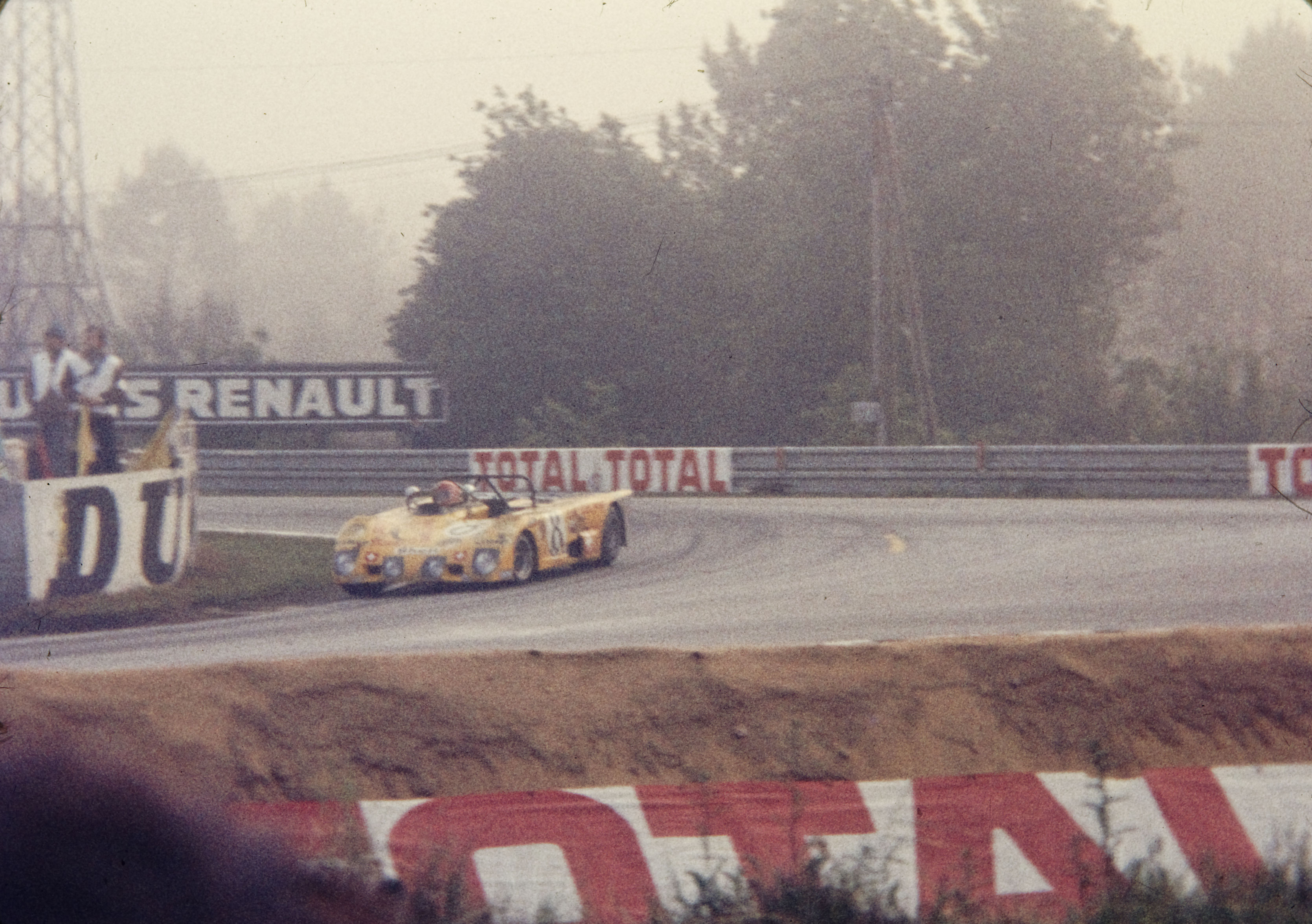
Der Lola T280 mit dem Joakim Bonnier tödlich verunglückte

Das 40. 24-Stunden-Rennen von Le Mans, der 40e Grand Prix d’Endurance les 24 Heures du Mans, auch 24 Heures du Mans, Circuit de la Sarthe, Le Mans, fand vom 11. bis 12. Juni 1972 auf dem Circuit des 24 Heures statt.

## Vor dem Rennen

### Neues Reglement
Anfang der Saison 1972 trat in der Sportwagen-Weltmeisterschaft ein neues Reglement in Kraft. Die wichtigste Neuerung war die Limitierung des Hubraums der Sportwagen der Gruppe 5 auf 3 Liter. Damit konnten Rennfahrzeuge wie der Porsche 917, der Ferrari 512S und der Lola T70 auch in Le Mans nicht mehr eingesetzt werden. Die neuen Richtlinien ermöglichten jedoch Formel-1-Technologie bei Langstreckenrennen. Das wirkte sich auf die Motorisierung vieler Teilnehmer aus und ermöglichte den Einsatz des Cosworth-V8-Motors in Le Mans. Da auch der V12-Motor von Matra nur 3 Liter Hubraum hatte, gehörten die Matra MS670 zu den Favoriten des Rennens.
Ferrari hatte bereits 1971 mit dem Ferrari 312PB einen 3-Liter-Prototyp entwickelt, der bis zum Rennen in Le Mans alle Sportwagenrennen dominiert hatte. Die Scuderia hatte auch drei 312PB gemeldet, zog jedoch knapp vor dem Rennen die Nennung zurück. In Maranello befürchtete man, dass die Prototypen die lange Distanz technisch nicht durchhalten würden.
1972 änderte der Automobile Club de l’Ouest auch die Klassenwertung. Der 1925 eingeführte Index of Performance wurde gestrichen. Dieser Index setzte die Leistung eines Fahrzeugs in ein Verhältnis zur zurückgelegten Distanz. In den 1950er- und 1960er-Jahren war dieser Index vor allem bei den Teams der kleinen Hubraumklassen sehr populär.
Der ACO kehrte aber auch wieder zum Ursprung des Rennens zurück. 1923 war das Rennen mit dem Anspruch ins Leben gerufen worden, eine Veranstaltung für herkömmliche Tourenwagen zu sein. 1972 gab es wieder eine Tourenwagenklasse, in der Fahrzeuge von Ford und BMW an den Start gingen. Die Marke BMW kehrte damit nach vielen Jahren der Abwesenheit – das letzte Mal war ein BMW 1939 an der Sarthe am Start – nach Le Mans zurück.

### Umbauten an der Strecke
Im Frühjahr 1972 wurde die Rennbahn umgebaut. Die gefürchtete Maison-Blanche-Passage – Schauplatz vieler Unfälle – wurde entschärft. Dabei wurde abseits der öffentlichen Straße ein völlig neuer Streckenteil errichtet, der die schnelle Gerade nach der Indianapolis mit dem Boxenbereich verbindet. Im Zug der Umbauarbeiten wurde auch die Ford-Schikane angepasst. Der neue Streckenteil wird – obwohl permanente Rennbahn – nur beim 24-Stunden-Rennen befahren, da er nicht Teil des Circuit Bugatti ist. In Anerkennung der Leistungen von Porsche-Rennwagen bekam der Abschnitt, der aus vier schnellen Kurven besteht, den Namen „Porsche-Kurven“.

## Das Rennen
Nach der Absage von Ferrari waren die Matras die großen Favoriten auf den Gesamtsieg. Porsche hatte keine Werkswagen ins Rennen geschickt, dennoch waren sechs Porsche 908, ein Porsche 907 und Porsche 910 – alle gemeldet von privaten Teams – am Start. Alfa Romeo war erneut mit drei Tipo 33 vertreten.
Nach dem Start übernahm ein Lola T280 mit Jo Bonnier am Steuer die Führung. Der Schwede teilte sich das Cockpit mit dem Niederländer Gijs van Lennep und dem Franzosen Gérard Larrousse. Nach einer Rennstunde gingen jedoch die Werks-Matra in Führung. Obwohl der Wagen von Jean-Pierre Beltoise und Chris Amon schon in der ersten Runde ausfiel, hatten die französischen Prototypen eine komfortable Drei-Wagen-Führung.

### Der Tod von Jo Bonnier
Um 8 Uhr am Sonntagmorgen unterlief dem erfahrenen schwedischen Rennfahrer Jo Bonnier ein verhängnisvoller Irrtum, als er den Ferrari Daytona des Schweizer Privatfahrers Florian Vetsch beim Anbremsen auf die Indianapolis-Kurve überholen wollte. Um Bonnier vorbeizulassen, bremste Vetsch hart. Bonnier verstand dies möglicherweise falsch, sodass er nach zweimaligem Spurwechsel mit dem Ferrari bei ca. 250 km/h kollidierte. 
Sein Lola wurde acht Meter in die Höhe katapultiert, schleuderte den Fahrer aus dem Cockpit in die Pinienbäume und explodierte beim Bodenkontakt. Bonnier starb noch am Unfallort. Der hinter ihm fahrende Vic Elford nahm an, Bonnier habe die Fehlentscheidung aus Übermüdung getroffen.

### Weiterer Rennverlauf
Nach dem Ausfall des Jean-Pierre Jabouille/David Hobbs-Matra MS660 und einem langen Boxenstopp des zweiten MS670 war der Weg zum Sieg frei für Henri Pescarolo und Graham Hill. Für Pescarolo war es der erste Sieg in Le Mans. Graham Hill konnte seinen beiden Formel-1-Weltmeistertiteln und dem Sieg beim 500-Meilen-Rennen von Indianapolis auch den Triumph in Le Mans hinzufügen.
Dritter wurde Reinhold Joest, der mit seinen beiden Partnern einen Porsche 908 fuhr, der ursprünglich Joseph Siffert gehört hatte.

## Ergebnisse

### Piloten nach Nationen
| 47 Franzosen | 14 Briten      | 13 Deutsche  | 13 Schweizer   | 10 US-Amerikaner |
| 7 Belgier    | 7 Spanier      | 4 Italiener  | 3 Österreicher | 2 Neuseeländer   |
| 1 Grieche    | 1 Niederländer | 1 Portugiese | 1 Schwede      |                  |

### Schlussklassement
| Pos.               | Klasse   | Nr. | Team                           | Fahrer                                                          | Chassis                | Motor                | Reifen | Runden |
| ------------------ | -------- | --- | ------------------------------ | --------------------------------------------------------------- | ---------------------- | -------------------- | ------ | ------ |
| 1                  | S 3.0    | 15  | Equipe Matra-Simca Shell       | Henri Pescarolo Graham Hill                                     | Matra-Simca MS670      | Matra 3.0L V12       | G      | 344    |
| 2                  | S 3.0    | 14  | Equipe Matra-Simca Shell       | François Cevert Howden Ganley                                   | Matra-Simca MS670      | Matra 3.0L V12       | G      | 333    |
| 3                  | S 3.0    | 60  | Jo Siffert A.T.E. Racing       | Reinhold Joest Michel Weber Mario Casoni                        | Porsche 908L           | Porsche 3.0L Flat-8  | D      | 325    |
| 4                  | S 3.0    | 18  | Audodelta SpA                  | Nino Vaccarella Andrea de Adamich                               | Alfa Romeo Tipo 33TT3  | Alfa Romeo 3.0L V8   | G      | 307    |
| 5                  | GT 5.0   | 39  | Charles Pozzi                  | Jean-Claude Andruet Claude Ballot-Léna                          | Ferrari 365 GTB/4      | Ferrari 4.4L V12     | M      | 306    |
| 6                  | GT 5.0   | 74  | North American Racing Team     | Sam Posey Tony Adamowicz                                        | Ferrari 365 GTB/4      | Ferrari 4.4L V12     | G      | 304    |
| 7                  | GT 5.0   | 34  | Scuderia Filipinetti           | Mike Parkes Jean-Louis Lafosse Jean-Jacques Cochet              | Ferrari 365 GTB/4      | Ferrari 4.4L V12     | M      | 302    |
| 8                  | GT 5.0   | 36  | Ecurie Francorchamps           | Derek Bell Teddy Pilette Richard Bond                           | Ferrari 365 GTB/4      | Ferrari 4.4L V12     | M      | 301    |
| 9                  | GT 5.0   | 38  | North American Racing Team     | Jean-Pierre Jarier Claude Buchet                                | Ferrari 365 GTB/4      | Ferrari 4.4L V12     | G      | 297    |
| 10                 | T 3.0    | 54  | Ford Motor Company Deutschland | Gerry Birrell Claude Bourgoignie                                | Ford Capri 2600RS      | Ford 3.0L V6         | D      | 292    |
| 11                 | T 3.0    | 52  | Ford Motor Company Deutschland | Dieter Glemser Àlex Soler-Roig                                  | Ford Capri 2600RS      | Ford 3.0L V6         | D      | 289    |
| 12                 | S 3.0    | 68  | Duckham's Oil Motor Racing     | Alain de Cadenet Chris Craft                                    | Duckhams LM            | Cosworth DFV 3.0L V8 | D      | 288    |
| 13                 | GT 3.0   | 41  | Louis Meznarie                 | Sylvain Garant Jürgen Barth Michael Keyser                      | Porsche 911S           | Porsche 2.5L Flat-6  | F      | 285    |
| 14                 | S 2.0    | 27  | René Ligonnet – Kodak          | René Ligonnet Barrie Smith                                      | Lola T290              | Cosworth FVC 1.8L I4 | F      | 284    |
| 15                 | GT + 5.0 | 4   | North American Racing Team     | Dave Heinz Robert B. Johnson                                    | Chevrolet Corvette ZL1 | Chevrolet 7.0L V8    | G      | 284    |
| 16                 | GT + 5.0 | 32  | Claude Dubois                  | Jean-Marie Jacquemin Yves Deprez                                | De Tomaso Pantera      | Ford 5.8L V8         | G      | 282    |
| 17                 | GT 3.0   | 46  | North American Racing Team     | Jean-Pierre Laffeach Gilles Doncieux                            | Ferrari Dino 246 GT    | Ferrari 2.4L V6      | G      | 265    |
| 18                 | S 2.0    | 24  | Wicky Racing Team              | Peter Mattli Hervé Bayard Walter Brun                           | Porsche 907            | Porsche 2.0L Flat-6  | F      | 252    |
| Nicht klassiert    |          |     |                                |                                                                 |                        |                      |        |        |
| 19                 | S 3.0    | 67  | Christian Poirot               | Christian Poirot Philippe Farjon                                | Porsche 908/2          | Porsche 3.0L Flat-8  | D      | 206    |
| Ausgefallen        |          |     |                                |                                                                 |                        |                      |        |        |
| 20                 | S 3.0    | 5   | Escuderia Montjuich            | Juan Fernández Francisco Torredemer Eugenio Baturone            | Porsche 908/3          | Porsche 3.0L Flat-8  | F      | 288    |
| 21                 | S 3.0    | 16  | Shell                          | Jean-Pierre Jabouille David Hobbs                               | Matra-Simca MS660C     | Matra 3.0L V12       | G      | 278    |
| 22                 | S 3.0    | 19  | Autodelta SpA                  | Rolf Stommelen Nanni Galli                                      | Alfa Romeo Tipo 33TT3  | Alfa Romeo 3.0L V8   | G      | 263    |
| 23                 | S 3.0    | 6   | Hans-Dieter Weigel             | Hans-Dieter Weigel Helmut Krause                                | Porsche 908/2          | Porsche 3.0L Flat-8  | F      | 244    |
| 24                 | GT + 5.0 | 29  | Greder Racing Team             | Henri Greder Marie-Claude Charmasson                            | Chevrolet Corvette     | Chevrolet 7.0L V8    | M      | 235    |
| 25                 | S 3.0    | 17  | Autodelta SpA                  | Vic Elford Helmut Marko                                         | Alfa Romeo Tipo 33TT3  | Alfa Romeo 3.0L V8   | G      | 232    |
| 26                 | GT 5.0   | 57  | North American Racing Team     | Luigi Chinetti junior Masten Gregory                            | Ferrari 365 GTB/4      | Ferrari 4.4L V12     | G      | 226    |
| 27                 | S 3.0    | 8   | Ecurie Bonnier Switzerland     | Joakim Bonnier Gérard Larrousse Gijs van Lennep                 | Lola T280              | Cosworth DFV 3.0L V8 | G      | 213    |
| 28                 | GT 3.0   | 42  | Claude Haldi                   | Claude Haldi Paul Keller Gérard Dantan-Merlin                   | Porsche 911S           | Porsche 2.5L Flat-6  | D      | 208    |
| 29                 | GT 5.0   | 35  | Scuderia Filipinetti           | Bernard Chenevière Florian Vetsch Gérard Pillon                 | Ferrari 365 GTB/4      | Ferrari 4.4L V12     | M      | 204    |
| 30                 | S 3.0    | 22  | Automobiles Ligier             | Pierre Maublanc Jacques Laffite                                 | Ligier JS2             | Maserati 3.0L V6     | M      | 195    |
| 31                 | GT + 5.0 | 71  | Ecurie Léopard                 | Jean-Claude Aubriet Jean-Claude Depince                         | Chevrolet Corvette     | Chevrolet 7.0L V8    | M      | 188    |
| 32                 | S 3.0    | 65  | Jean-Louis Ravenel             | Louis Cosson Jean-Louis Ravenel                                 | Porsche 910            | Porsche 2.4L Flat-6  | D      | 188    |
| 33                 | S 3.0    | 56  | Claude Laurent                 | Claude Laurent Martial Delalande Jacques Marché                 | Ligier JS2             | Maserati 3.0L V6     | M      | 186    |
| 34                 | GT 3.0   | 45  | Raymond Touroul                | Fernand Sarapoulos Dominique Bardini                            | Porsche 911S           | Porsche 2.5L Flat-6  | D      | 183    |
| 35                 | T 3.0    | 53  | Ford Motor Company Deutschland | Jochen Mass Hans-Joachim Stuck                                  | Ford Capri 2600RS      | Ford 3.0L V6         | D      | 152    |
| 36                 | GT 5.0   | 37  | Maranello Concessionaires      | Peter Westbury John Hine                                        | Ferrari 365 GTB/4      | Ferrari 4.4L V12     | M      | 95     |
| 37                 | S 3.0    | 76  | Jean Égreteaud                 | Jean-Claude Lagniez Raymond Touroul                             | Porsche 908/2          | Porsche 3.0L Flat-8  | D      | 83     |
| 38                 | GT + 5.0 | 72  | John Greenwood Racing          | Bernard Darniche Alain Cudini John Greenwood                    | Chevrolet Corvette     | Chevrolet 7.0L V8    | BF     | 82     |
| 39                 | S 2.0    | 23  | Brian Robinson                 | Brian Robinson Jean Rondeau                                     | Chevron B21            | Cosworth FVC 1.8L I4 | F      | 76     |
| 40                 | T 3.0    | 49  | Team AC Schnitzer Motul        | Hans Heyer René Herzog                                          | BMW 2800CS             | BMW 3.0L I6          | D      | 70     |
| 41                 | GT 3.0   | 44  | Jean Sage                      | Jean Sage Georg Loos Franz Pesch                                | Porsche 911S           | Porsche 2.5L Flat-6  | D      | 64     |
| 42                 | GT + 5.0 | 28  | John Greenwood Racing          | John Greenwood Dick Smothers                                    | Chevrolet Corvette     | Chevrolet 7.0L V8    | BF     | 53     |
| 43                 | GT 3.0   | 80  | Porsche Kremer Racing Team     | John Fitzpatrick Erwin Kremer Juan Carlos Bolaños               | Porsche 911S           | Porsche 2.5L Flat-6  |        | 39     |
| 44                 | GT 3.0   | 79  | Jean-Pierre Gaban              | Hermes Delbar Roger van der Schrick                             | Porsche 911S           | Porsche 2.4L Flat-6  | D      | 36     |
| 45                 | GT + 5.0 | 30  | Escuderia Montjuich            | José Juncadella Fernando de Baviera                             | De Tomaso Pantera      | Ford 5.8L V8         | G      | 36     |
| 46                 | GT + 5.0 | 31  | Escuderia Montjuich            | Herbert Müller Cox Kocher                                       | De Tomaso Pantera      | Ford 5.8L V8         | G      | 36     |
| 47                 | S 2.0    | 69  | Michel Dupont                  | Michel Dupont Jean-Paul Bodin                                   | Chevron B19/21         | Cosworth FVC 1.8L I4 | F      | 29     |
| 48                 | T 3.0    | 84  | Shark Team                     | Jean-Claude Guérie Jean-Pierre Rouget                           | Ford Capri 2600RS      | Ford 3.0L V6         | D      | 26     |
| 49                 | S 3.0    | 7   | Ecurie Bonnier Switzerland     | Hughes de Fierlant Jorge de Bagration Mário de Araújo Cabral    | Lola T280              | Cosworth DFV 3.0L V8 | G      | 26     |
| 50                 | G 3.0    | 40  | René Mazzia                    | Pierre Mauroy Marcel Mignot                                     | Porsche 911S           | Porsche 2.5L Flat-6  | D      | 27     |
| 51                 | GT 5.0   | 75  | Charles Pozzi                  | François Migault Daniel Rouveyran                               | Ferrari 365 GTB/4      | Ferrari 4.4L V12     | M      | 22     |
| 52                 | S 3.0    | 58  | Bosch Racing Team              | Walter Roser Otto Stuppacher                                    | Porsche 908/2          | Porsche 3.0L Flat-8  | D      | 11     |
| 53                 | S 3.0    | 21  | Automobiles Ligier             | Guy Ligier Jean-François Piot                                   | Ligier JS2             | Maserati 3.0L V6     | G      | 7      |
| 54                 | S + 3.0  | 33  | Société Franco-Brittanic       | Guy Chasseuil Jean Vinatier                                     | De Tomaso Pantera      | Ford 5.8L V8         | G      | 3      |
| 55                 | S 3.0    | 12  | Equipe Matra-Simca Shell       | Jean-Pierre Beltoise Chris Amon                                 | Matra-Simca MS670      | Matra 3.0L V12       | G      | 1      |
| Nicht gestartet    |          |     |                                |                                                                 |                        |                      |        |        |
| 56                 | GTS      | 78  | Jean Sage                      | Jean Sage Pierre Creub Georg Loos Franz Plesch                  | Porsche 911S           | Porsche 2.5L Flat-6  | D      | 1      |
| 57                 | S 2.0    | 26  | Veglia GRAC Racing             | Lionel Noghés Christian Mons Alain Finkelstein                  | GRAC MT16              | Cosworth FVC 3.0L V8 |        | 2      |
| 58                 | S 3.0    | 61  | Wicky Racing Team              | André Wicky Walter Brun Max Cohen-Olivar                        | Porsche 908/02         | Porsche 3.0L Flat-8  | F      | 3      |
| 59                 | S 2.0    | 85  | Société Darnval                | Jean-Daniel Jakubowski Peter Schweitzer                         | Taydec MK III          | Cosworth FVC 3.0L V8 | F      | 4      |
| Nicht qualifiziert |          |     |                                |                                                                 |                        |                      |        |        |
| 60                 | S 3.0    | 64  | Scuderia Filipinetti           | Jean-Jacques Cochet Gérard Pillon Dominique Martin              | Lola T290              | Cosworth FVC 3.0L V8 | M      | 5      |
| 61                 | GTS      | 43  | Jean Mésange                   | Jean Mésange Gérard Dantan-Merlin Pierre Boitier Paul Keller    | Porsche 911S           | Porsche 2.5L Flat-6  | D      | 6      |
| 62                 | GTS      | 47  | Motor Racing Facilities Ltd.   | Robert Grant Sergé Troch Martin Birrane                         | Datsun 240Z            |                      |        | 8      |
| 63                 | GTS      | 51  | Wicky Racing Team              | Jean-Pierre Aeschlimann Juan Diez                               | Porsche 911S           | Porsche 2.5L Flat-6  | F      | 9      |
| 64                 | GTS      | 73  | Scuderia Brescia Corse         | Enrico Pasolini Vincenzo Cazzago Giampiero Moretti Mario Casoni | De Tomaso Pantera      | Ford 5.8L V8         |        | 10     |
| 65                 | TS       | 55  | A.G.A.C.I.F                    | Guy Verrier Gérard Foucault Francois Monath                     | Citroën SM             | Maserati 3.0L V6     |        | 11     |
| 66                 | TS       | 82  | Claudet Buchet                 | Claude Buchet Joël Bonnemaison                                  | Ford Capri 2600RS      | Ford 3.0L V6         |        | 12     |
| Zurückgezogen      |          |     |                                |                                                                 |                        |                      |        |        |
| 67                 | S 3.0    | 1   | Ferrari SEFAC                  | Jacky Ickx Clay Regazzoni Arturo Merzario                       | Ferrari 312PB          | Ferrari 3.0L V12     |        | 13     |
| 68                 | S 3.0    | 2   | Ferrari SEFAC                  | Brian Redman Sandro Munari Arturo Merzario                      | Ferrari 312PB          | Ferrari 3.0L V12     |        | 14     |
| 69                 | S 3.0    |     | Ferrari SEFAC                  | Ronnie Peterson Mario Andretti Tim Schenken                     | Ferrari 312PB          | Ferrari 3.0L V12     |        | 15     |

1 Defekt
2 Unfall im Training
3 Reifenprobleme
4 Defekt
5 nicht qualifiziert
6 nicht qualifiziert
7 nicht qualifiziert
8 nicht qualifiziert
9 nicht qualifiziert
10 nicht qualifiziert
11 nicht qualifiziert
12 nicht qualifiziert
13 zurückgezogen
14 zurückgezogen
15 zurückgezogen

### Nur in der Meldeliste
Hier finden sich Teams, Fahrer und Fahrzeuge die ursprünglich für das Rennen gemeldet waren, aber aus den unterschiedlichsten Gründen daran nicht teilnahmen.
| Pos. | Klasse | Nr. | Team                           | Fahrer                              | Chassis               | Motor                 | Reifen |
| ---- | ------ | --- | ------------------------------ | ----------------------------------- | --------------------- | --------------------- | ------ |
| 70   | S 2.0  |     | Bellco Racing Team             | Tomohiko Tsutsumi Noritake Takahara | Bellco R39B           | Mitsubishi 2.0L I4    |        |
| 71   | S 2.0  |     | Barclay's International Racing | Guy Edwards John Burton             | Lola T290             | Cosworth FVC 1.8L I4  |        |
| 72   | S 3.0  |     | Escuderia Montjuich            |                                     | Alfa Romeo Tipo 33TT3 | Alfa Romeo 3.0L V8    |        |
| 73   | S 3.0  |     | Zitro Racing                   | Dominique Martin                    | Lola T280             | Cosworth DFV 3.0L V8  |        |
| 74   | S 3.0  |     | Automobiles Ligier             |                                     | Ligier JS2            | Maserati 3.0L V6      |        |
| 75   | S 3.0  |     | Guy Edwards                    |                                     | Lola T280             | Cosworth DFV 3.0L V8  |        |
| 76   | S 3.0  |     | Gulf Research Racing Co.       | Gijs van Lennep                     | Mirage M6             | Cosworth DFV 3.0L V8  |        |
| 77   | S 3.0  |     | Gulf Research Racing Co.       | Derek Bell                          | Mirage M6             | Cosworth DFV 3.0L V8  |        |
| 78   | S 3.0  |     | Ecurie Bonnier Switzerland     | Reine Wisell Dominique Martin       | Lola T280             | Cosworth DFV 3.0L V8  |        |
| 79   | S 3.0  |     | Société Darnval                | François Migault Rick Hurst         | Darnval LM2           | Repco 3.0L V8         |        |
| 80   | S 3.0  |     | Autodelta SpA                  | Toine Hezemans Peter Revson         | Alfa Romeo 33TT3      | Alfa Romeo 3.0L V8    |        |
| 81   | S 3.0  |     | Ecurie Bonnier                 |                                     | Lola T280             | Cosworth DFV 3.0L V8  |        |
| 82   | S 3.0  |     | North American Racing Team     | Sam Posey Tony Adamowicz            | Ferrari 312PB         | Ferrari 3.0L V12      |        |
| 83   | GTS    | 75  | Robert Buchet                  | Guy Gentis Jean-Paul Bodin          | Porsche 911S          | Porsche 2.5L Flat-6   |        |
| 84   | GTS    | 76  | Porsche Club Romand            | Ennio Bonomelli Pino Pica           | Porsche 911S          | Porsche 2.5L Flat-6   |        |
| 85   | TS     | 48  | AMG Ingenieurbüro              | Hans Heyer Clemens Schickentanz     | Mercedes-Benz 300 SEL | Mercedes-Benz 6.3L V8 |        |
| 86   | TS     | 81  | Greder Racing Team             | Henri Greder Jean Ragnotti          | Opel Commodore GS     |                       |        |
| 87   | S 2.0  | 24  | Wicky Racing Team              | Max Cohen-Olivar André Wicky        | Porsche 907           | Porsche 2.0L Flat-6   |        |
| 88   | TS     |     | Wicky Racing Team              |                                     | BMW 2800CS            | BMW 3.0L I6           |        |
| 89   | TS     |     | Claude Laurent                 |                                     | Citroën SM            | Maserati 3.0L V6      |        |
| 90   | TS     |     | BMW Alpina                     | Dieter Quester John Fitzpatrick     | BMW 2800CS            | BMW 3.0L I6           |        |
| 91   | TS     |     | Castrol Racing Team            | François Mazet Dieter Basche        | BMW 2800CS            | BMW 3.0L I6           |        |
| 92   | GTS    |     | Dana English                   |                                     | Chevrolet Corvette    | Chevrolet 7.0L V8     |        |
| 93   | TS     |     | Claude Buchet                  | Claude Buchet Jean-Paul Agére       | Chrysler Barracuda    |                       |        |
| 94   | GTS    |     | Claude Dubois                  | J.-M. Chailler J.-M. Currien        | De Tomaso Pantera     | Ford 5.8L V8          |        |

### Index of Thermal Efficiency
| Pos. | Nr. | Fahrer                                             | Chassis                | Durchschnittsgeschwindigkeit | Fahrzeuggewicht | Liter/100 km | Koeffizient | Platzierung im Gesamtklassement |
| ---- | --- | -------------------------------------------------- | ---------------------- | ---------------------------- | --------------- | ------------ | ----------- | ------------------------------- |
| 1    | 39  | Jean-Claude Andruet Claude Ballot-Léna             | Ferrari 365 GTB/4      | 173,444 km/h                 | 1445 kg         | 41,86        | 1.05000     | Rang 5                          |
| 2    | 36  | Derek Bell Teddy PIlette Richard Bond              | Ferrari 365 GTB/4      | 171,244 km/h                 | 1402 kg         | 43,21        | 0.95000     | Rang 8                          |
| 3    | 74  | Sam Posey Tony Adamowicz                           | Ferrari 365 GTB/4      | 172,405 km/h                 | 1407 kg         | 45,38        | 0.93000     | Rang 6                          |
| 4    | 34  | Mike Parkes Jean-Louis Lafosse Jean-Jacques Cochet | Ferrari 365 GTB/4      | 171,252 km/h                 | 1365 kg         | 43,20        | 0.91000     | Rang 7                          |
| 5    | 38  | Jean-Pierre Jarier Claude Buchet                   | Ferrari 365 GTB/4      | 168,310 km/h                 | 1377 kg         | 43,05        | 0.89000     | Rang 9                          |
| 6    | 38  | Sylvain Garant Jürgen Barth Michael Keyser         | Porsche 911S           | 161,819 km/h                 | 979 kg          | 30,57        | 0.85000     | Rang 13                         |
| 7    | 46  | Jean-Pierre Laffeach Gilles Doncieux               | Ferrari Dino 246 GT    | 150,124 km/h                 | 1124 kg         | 27,19        | 0.84000     | Rang 17                         |
| 8    | 54  | Gerry Birrell Claude Bourgoignie                   | Ford Capri 2600RS      | 165,729 km/h                 | 1080 kg         | 32,31        | 0.81000     | Rang 10                         |
| 9=   | 32  | Jean-Marie Jacquemin Yves Deprez                   | De Tomaso Pantera      | 160,226 km/h                 | 1080 kg         | 40,22        | 0.78000     | Rang 16                         |
| 9=   | 52  | Dieter Glemser Àlex Soler-Roig                     | Ford Capri 2600RS      | 164,025 km/h                 | 1080 kg         | 34,64        | 0.78000     | Rang 11                         |
| 9=   | 4   | Dave Heinz Robert Johnson                          | Chevrolet Corvette ZL1 | 160,995 km/h                 | 1540 kg         | 47,09        | 0.78000     | Rang 15                         |

### Klassensieger
| Klasse                      | Fahrer              | Fahrer             | Fahrer         | Fahrzeug               | Platzierung im Gesamtklassement |
| --------------------------- | ------------------- | ------------------ | -------------- | ---------------------- | ------------------------------- |
| Index of Thermal Efficiency | Jean-Claude Andruet | Claude Ballot-Léna |                | Ferrari 365 GTB/4      | Rang 5                          |
| Sportwagen bis 3000 cm³     | Henri Pescarolo     | Graham Hill        |                | Matra MS670            | Gesamtsieg                      |
| Prototyp bis 2000 cm³       | René Ligonnet       | Barrie Smith       |                | Lola T290              | Rang 14                         |
| GTS über 5000 cm³           | Dave Heinz          | Bob Johnson        |                | Chevrolet Corvette ZL1 | Rang 15                         |
| GTS bis 5000 cm³            | Jean-Claude Andruet | Claude Ballot-Léna |                | Ferrari 365 GTB/4      | Rang 5                          |
| GTS über 2500 cm³           | Sylvain Garant      | Jürgen Barth       | Michael Keyser | Porsche 911S           | Rang 13                         |
| Touring Spezial             | Gerry Birrell       | Claude Bourgoigne  |                | Ford Capri 2600RS      | Rang 10                         |

### Renndaten
- Gemeldet: 94
- Gestartet: 55
- Gewertet: 18
- Rennklassen: 7
- Zuschauer: unbekannt
- Ehrenstarter des Rennens: Georges Pompidou, französischer Staatspräsident
- Wetter am Rennwochenende: Regenschauer
- Streckenlänge: 13,640 km
- Fahrzeit des Siegerteams: 24:00:00,000 Stunden
- Gesamtrunden des Siegerteams: 344
- Distanz des Siegerteams: 4691,343 km
- Siegerschnitt: 195,472 km/h
- Pole Position: François Cevert – Matra-Simca MS670 (#14) – 3.42.020 = 220,990 km/h
- Schnellste Rennrunde: Gijs van Lennep – Lola T280 (#8) – 3.46.900 = 216,413 km/h
- Rennserie: 9. Lauf zur Sportwagen-Weltmeisterschaft 1972